# Leptothorax buschingeri
Leptothorax buschingeri é uma espécie de formiga da família Formicidae.
É endémica da Suíça.